# Исин
Исин је био древни град-држава у Месопотамији, око 20 mi (32 km) југоисточно од Нипура. 

## Историја
Исин се издвојио од Сумерско-акадског царства током владавине последњег сумерског краља Иби-Сина. Оснивач династије је Ишби-Ера. Ишби-Ера је био шаган (војни заповедник) Марија у служби Иби-Сина. Иби-Син покреће походе ка истоку како би одбранио своју границу од Еламита. То користи племе Аморита и напада државу. Иби-Син шаље Ишби-Ера као војну помоћ. Међутим, Ишби-Ера се проглашава краљем и ствара коалицију против Иби-Сина. Већ следеће, 2021. године п. н. е., Ишби-Ера је владао Исином самостално, а четири година касније је носио титулу "цар четири стране света". Успео је заузети велике градове јужне Месопотамије као што су Ур, Урук и Нипур. 
У наредних сто година, Исин се уздигао као политичко, економско и културно средиште Месопотамије. О томе сведоче бројни храмови нађени на његовој територији. Међутим, држава је нагло ослабила. Историчари верују да је слабење било последица квара иригационог система. Те проблеме искористио је владар Ларсе, Гунгунум, како би од Исина освојио Ур. Тиме је држава економски обогаљена. Гунгунумови наследници су преусмерили канале за довод воде у Ларсу. Од Исина се издваја и Нипур. Године 1860. п. н. е. легитимна династија је збачена. Државу је покорио владар Ларсе Рим-Син I.

## Династија Исина
| Владар                 | Наследник       | Дужина владавине | Приближан период владавине                  | Коментар          |
| ---------------------- | --------------- | ---------------- | ------------------------------------------- | ----------------- |
| Ишби-Ера               |                 | 33 године        | око 1953–1730 п. н. е. (Кратка хронологија) | оснивач династије |
| Шу-Илишу               | син Ишби-Ера    | 20 година        |                                             |                   |
| Идин-Даган             | Син Шу-Илушуа   | 20 година        |                                             |                   |
| Ишме-Даган             | Син Идин-Дагана | 20 година        |                                             |                   |
| Липит-Ештар            | Син Ишме-Дагана | 11 година        |                                             |                   |
| Ур-Нинурта             | Син Ишкура      | 28 година        |                                             |                   |
| Бур-Син                | Син Ур-Нинурта  | 21 година        |                                             |                   |
| Липит-Енлил            | Син Бур-Сина    | 5 година         |                                             |                   |
| Ера-Имити              |                 | 8 година         |                                             |                   |
| Енлил-Бани             |                 | 24 година        |                                             |                   |
| Замбија (владар Исина) |                 | 3 година         |                                             |                   |
| Итер-Пиша              |                 | 4 година         |                                             |                   |
| Ур-ду-куга             |                 | 4 година         |                                             |                   |
| Син-Магир              |                 | 11 година        |                                             |                   |
| Дамик-Илишу            | Син Син-Магира  | 23 година        |                                             |                   |